# Franz Basdera

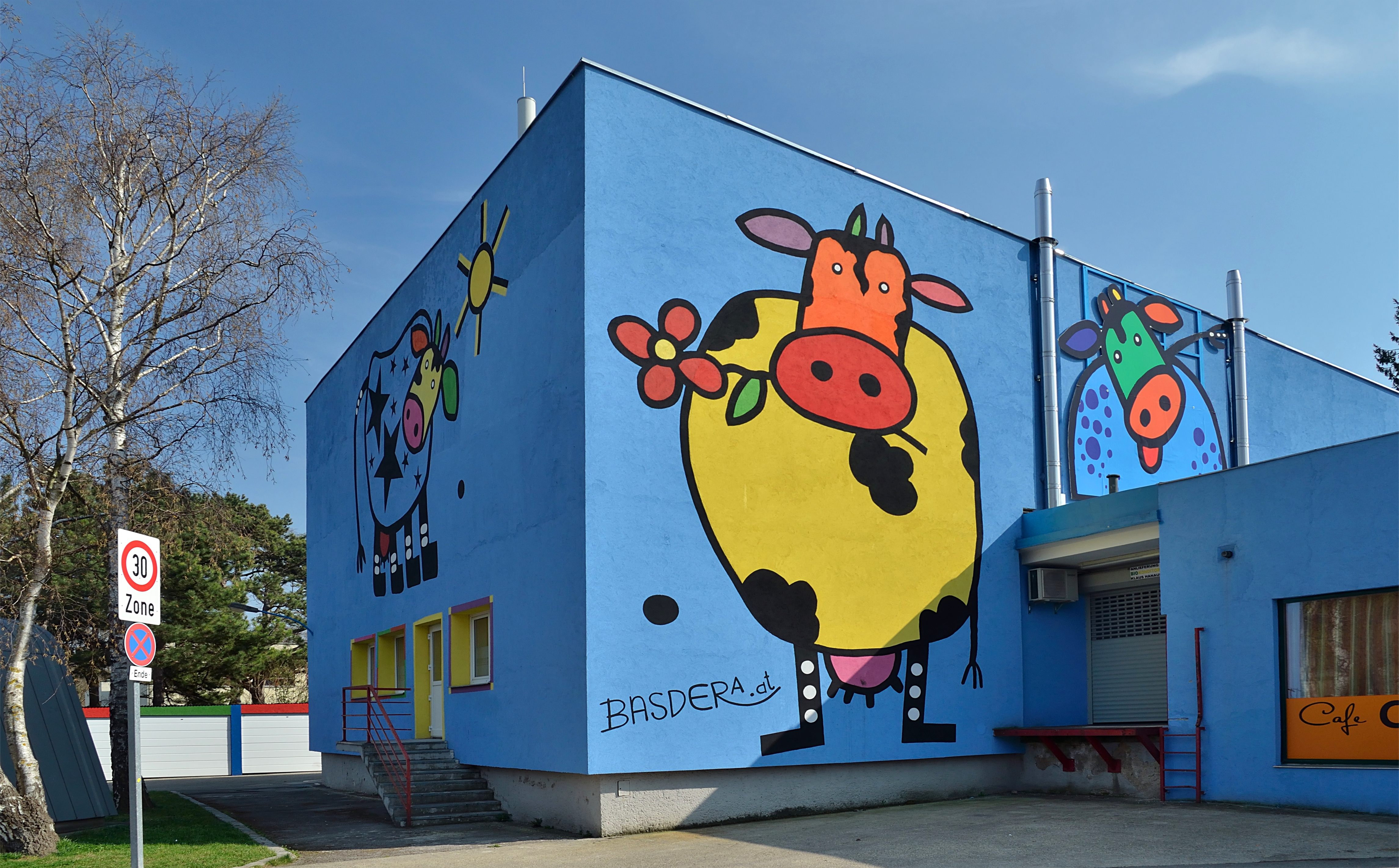
KUHle KUHnst an der Biotortenerzeugung und Konditorei Hanauer in Rodaun

Franz Basdera (* 1948 in Wien) ist ein österreichischer Maler, Grafiker und Designer.
Basdera ist seit 1968 künstlerisch tätig und absolvierte eine Ausbildung an der Wiener Kunstschule bei Fritz Martinz und Rudolf Pusak.
Bevorzugte Themen des Künstlers sind die Menschwerdung, sowie Biologie, Religion und Meditation. Seit 2006 beschäftigt er sich intensiv mit den Themen Werden, Sein, Vergehen.
Die dazu entstandene schwarze Serie "Anatomie der Vergänglichkeit" wurde 2007 im Wiener Dommuseum ausgestellt.
Bekannt ist Franz Basdera vor allem durch seine bunten Kühe und Strichmännchen. Seine Grafikfolge „smartart22“, welche er 1999 begann, wird von der Firma Mercedes-Benz in Österreich bis heute für Werbezwecke eingesetzt. Seine Werke befinden sich unter anderem in den Sammlungen der Republik Österreich und der Gemeinde Wien. Franz Basdera ist Träger des „Goldenen Ehrenzeichen für die Verdienste um die Republik Österreich“. 2006 wurde ihm der Berufstitel Professor verliehen.
Basdera ist Mitglied des Berufsverbandes der bildenden Künstler und des Berufsverbandes Design Austria.
2010 schuf er den neuen Charakter der KUHliane. KUHliane lebt als KeramikKUH und besuchte als OriginalKUHnstwerk über 60 Länder bei nachgewiesenen 145 Reisen. Basderas KeramikKÜHe werden mit den jeweiligen Münzen der besuchten Länder gefüttert.
23. Oktober 2013 wurde Franz Basdera das Goldene Ehrenzeichen für Verdienste um die Republik Österreich verliehen.